# IRX-58-23 ionoszféra-kutató berendezés

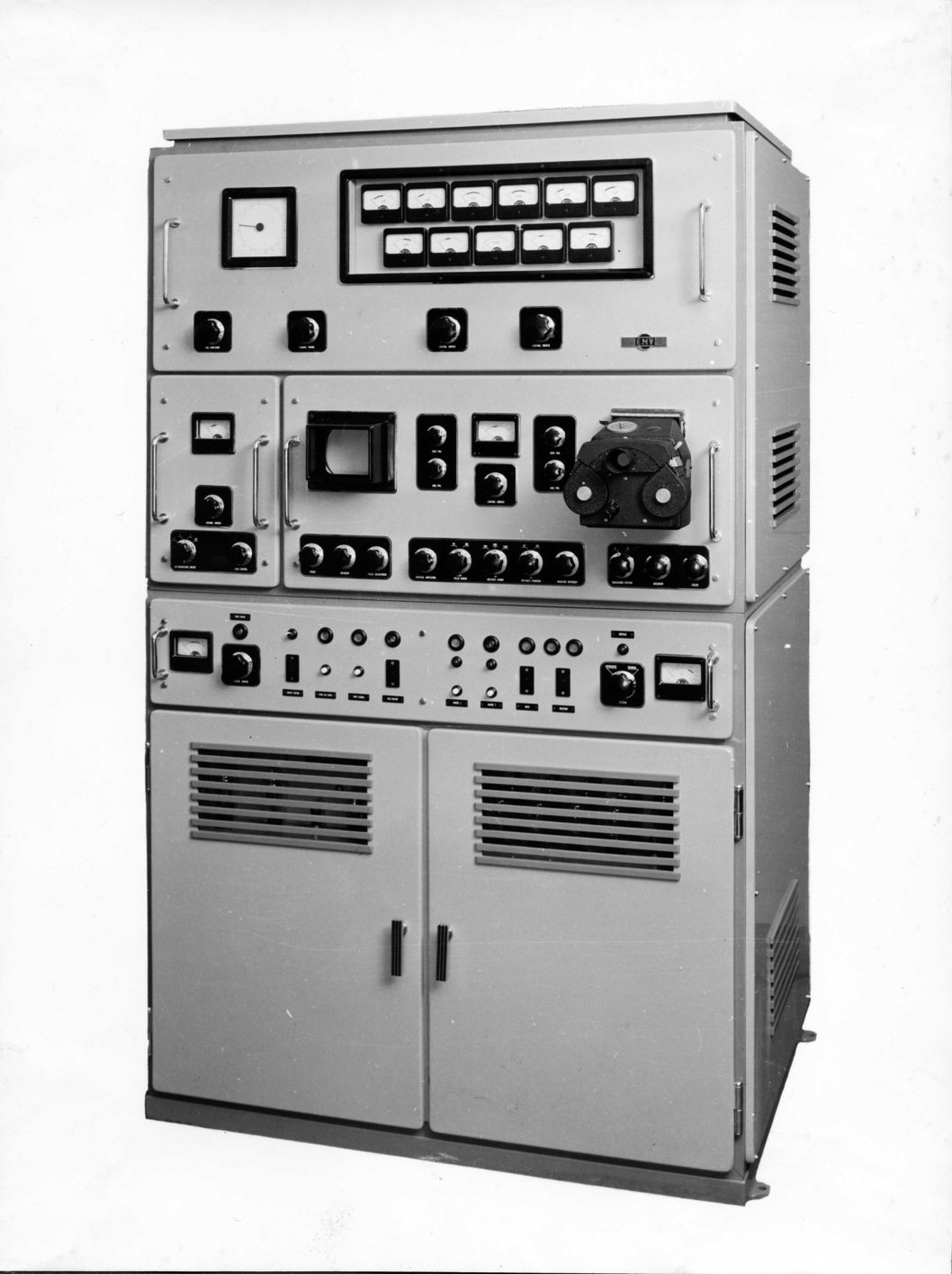

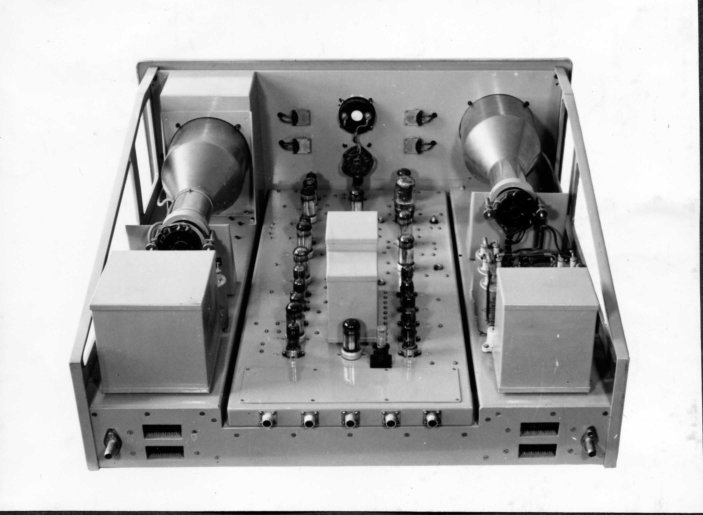

Az ionoszféra egy ionizált gázréteg, amely körülveszi a Földet 100–300 km magasságban, ez a felbocsátott rádióhullámokat tükörként veri vissza. Ezen a jelenségen alapul a nagyobb távú rádióösszeköttetés. Az ionizált rétegek változása azonban függ a naptevékenységtől, egyéb kozmikus jelenségektől, sőt az ember beavatkozása, mint az atomrobbantás is befolyásolhatja a réteg viselkedését.
Az ionoszféra-kutató berendezés egyik feladata az ionoszféra adatainak rendszeres szolgáltatása: elsősorban, hogy milyen hullámhosszon van még visszaverődés és milyen magasról történik. Ezeket az adatokat egy fényképfelvételről olvassák le: ez az ionogramm.
Az adatok alapján rádióprognózis tudnak adni. Ez nem elsősorban meteorológiai jelentés, hanem meg tudják mondani például egy héttel előre, egy tengerjáró hajóval milyen frekvencián találhatunk összeköttetést.
Ezt a berendezést a rádióhullámok terjedésével foglalkozó állomások – a meteorológiai szolgálattal, a geofizikai mérésekkel kapcsolatban használják.
A készülék éjjel-nappal működik, óránként vagy sűrűbb időközökben készít felvételeket.
Működése impulzusokkal történő távolságmérésen alapul. Ennek megfelelően adó,-vevő- és időmérő egysége van. A készülékhez alkalmazott kezelő- és programozó-asztal egyrészt az automatikus működtetést biztosítja, másrészt  hosszú utánvilágítású katódsugárcsövével a könnyű kiértékelést segíti elő.
A tudomány számára egyre fontosabbá válik az ionoszféra, ahol az időjárás létrejön. Láthatatlan mágneses fellegeit fel kell kutatni.
Az Elektromechanikai Vállalat 1953-ban megrendelést kapott a berendezés elkészítésére. A cég műszaki vezetője, Szende Béla elvállalta a munkát. Jobbkeze Hofgard Károly konstruktőr, aki drótba, vasba, üvegbe és tekercsekbe öltöztette álmát. 1954-ben el is készült. Jóformán minden irodalom és tapasztalat nélkül csinálták meg.

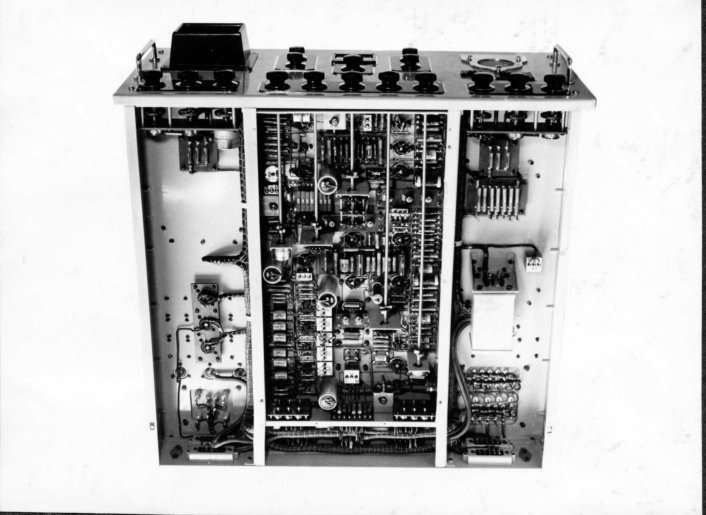

1955-ben megkezdődött a továbbfejlesztés. A régi készülék erényeinek és hibáinak figyelembevételével készült az új berendezés. Ekkor már a gyárban dolgozott az egyetemet frissen elvégzett Halmágyi Tibor is, aki a konstrukciót már jól ismerte, hiszen egészen fiatal kora óta a cégnél gyakornokoskodott, élvezve Szende Béla támogatását. Ide került munkatársnak az egyetem befejezése után a fiatal Tófalvi Gyula is. A csapat átlagéletkora harminc év, jól egészíti ki egymást az elmélet és a gyakorlat. Szende Béla pedig boldogan fogta a tüzes csikók gyeplőjét. Ha kellett engedett, de ha úgy látta jónak, meg is húzta keményen. Vezetése alatt forrtak igazi közösséggé. Vele már nem találkozhatunk, 1957-ben meghalt. A három fiatal mérnök újabb munkája a továbbfejlesztett változat, amely szabadalmakat is tartalmaz (zajcsökkentő áramkörök, frekvenciajelzés megoldása, vezérlőasztal az ionogrammok kiértékeléséhez) bizonyítván az ifjú nemzedék előretörését a műszaki tudományokban.
1958-ban a brüsszeli világkiállításon nagydíjat nyert az ionoszféra-kutató berendezés.
1959. március 15-én Kossuth-díjjal tüntették ki Szende Bélát, Halmágyi Tibort, Hofgard Károlyt, Tófalvi Gyulát.